# Кюсснахт (округ)
Кюсснахт (нім. Bezirk Küssnacht) — округ у Швейцарії в кантоні Швіц.
Адміністративний центр — Кюсснахт.

## Громади
У таблиці наведено список громад округу станом на 2022 рік, населення та площа станом на 2019 рік.

| Українська назва | Оригінальна назва | Код BFS | Населення | Площа |
| ---------------- | ----------------- | ------- | --------- | ----- |
| Кюсснахт         | Küssnacht (SZ)    | 1331    | 13300     | 29,4  |